# Cecilia Seghizzi
Pour les articles homonymes, voir Seghizzi.
Cecilia Seghizzi, née le 5 septembre 1908 à Goritz (Autriche-Hongrie) et morte dans la même ville le 22 novembre 2019, est une compositrice, peintre et grande centenaire italienne.

## Biographie
Cecilia Seghizzi est la fille de Cesare Augusto Seghizzi (it).

## Œuvres
- Sonate pour hautbois et piano (1963)
- Di notte, pour flûte, soprano et piano (1979)
- Concertino pour cor et cordes (1981)
- Divertimento pour violon et piano (1982)
- Valse pour flûte et piano (1984)